# Hymenophyllum flexuosum
Hymenophyllum flexuosum är en hinnbräkenväxtart som beskrevs av Allan Cunningham. Hymenophyllum flexuosum ingår i släktet Hymenophyllum och familjen Hymenophyllaceae. Inga underarter finns listade.